# Synergus umbraculus
Synergus umbraculus é uma espécie de insetos himenópteros, mais especificamente de vespas pertencente à família Cynipidae.
A autoridade científica da espécie é Olivier, tendo sido descrita no ano de 1791.
Trata-se de uma espécie presente no território de Portugal, da Espanha, da França e no Reino Unido.
Habitam normalmente Carvalhos e são presas de Sapromyza nigriceps, da Ordem Diptera. Podem ser parasitadas por certos fungos, porém suas informações são muito escassas.